# Алгоритм Берлекэмпа
Алгоритм Берлекэмпа — алгоритм, предназначенный для факторизации унитарных многочленов над конечным полем. Разработан Элвином Берлекэмпом в 1967 году. Может использоваться также для проверки неприводимости многочленов над конечными полями.
Основная идея алгоритма заключается в возможности представления исходного многочлена в виде произведения наибольших общих делителей самого многочлена и некоторых многочленов, которые с точностью до свободного члена являются {\displaystyle f}-разлагающими.
Алгоритм Берлекэмпа имеет большую вычислительную сложность, поэтому был разработан ряд дополнительных методов, позволяющих сократить количество необходимых математических операций. Однако, несмотря на свою сложность, алгоритм Берлекэмпа был реализован в системах компьютерной алгебры. Алгоритм нашёл широкое применение в теории кодирования и в изучении линейных рекуррентных соотношений в конечных полях. Имеется много вычислительных задач в алгебре и в теории чисел, которые так или иначе связаны с разложением многочленов над конечными полями, например, разложение на множители многочленов над кольцом целых чисел, отыскание разложения простого рационального числа в поле алгебраических чисел, вычисление группы Галуа некоторого уравнения над полем рациональных чисел и построение расширений полей.

## История создания
Американский математик, профессор Калифорнийского университета Берлекэмп занимался изучением циклических кодов обнаружения и исправления ошибок, в том числе кода Боуза — Чоудхури — Хоквингема, свойства которых зависят от делителей порождающих многочленов. Технические достижения Берлекэмпа в области декодирования этих кодов сделали их более привлекательными с практической точки зрения.
Алгоритм был впервые изложен в статье «Factoring Polynomials Over Finite Fields» и позже воспроизведён в книге «Algebraic Coding Theory». В этой работе 1967 года  Берлекэмп пишет, что проблема факторизации возникает в трудах Голомба. Однако, возможность использования матрицы {\displaystyle B} для определения числа нормированных сомножителей многочлена {\displaystyle f(x)} была впервые замечена в статье Карела Петра. В статье Батлера было установлено, что ранг матрицы {\displaystyle B-E} равен {\displaystyle n-k}, другое доказательство этого факта было дано Шварцем.
Алгоритм Берлекэмпа упоминался во множестве работ и являлся основным алгоритмом решения проблемы факторизации до появления в 1981 году алгоритма Кантора — Цассенхауза. Была разработана техника позволяющая разложить многочлен на множители за {\displaystyle O(n^{(\omega +1)/2+o(1)}+n^{1+o(1)}\log q),} где {\displaystyle \omega } — показатель в оценке сложности перемножения квадратных матриц.

## Постановка и определения
Рассматривается задача факторизации многочлена {\displaystyle f(x)} степени {\displaystyle n} ({\displaystyle n\geq 2}) над конечным полем {\displaystyle \mathbb {F} _{q}} ({\displaystyle q=p^{m}}, {\displaystyle p} — простое число) на различные неприводимые унитарные многочлены {\displaystyle f(x)=f_{1}(x)^{e_{1}}\cdots f_{k}(x)^{e_{k}}}.
Для использования в алгоритме строится матрица {\displaystyle B=(b_{ij})_{i=0,\;j=0}^{n-1,\;n-1}} согласно следующим условиям:
{\displaystyle {x^{iq}}\equiv \sum _{j=0}^{n-1}b_{ij}x^{j}{\pmod {f(x)}}\quad i={\overline {0,n-1}}}.
Многочлен {\displaystyle h(x)\in \mathbb {F} _{q}[x]} такой, что {\displaystyle 1\leqslant \deg {h(x)}<n,\quad {h(x)}^{q}\equiv h(x){\pmod {f(x)}}}, называется {\displaystyle f}-разлагающим многочленом.

## Основной случай

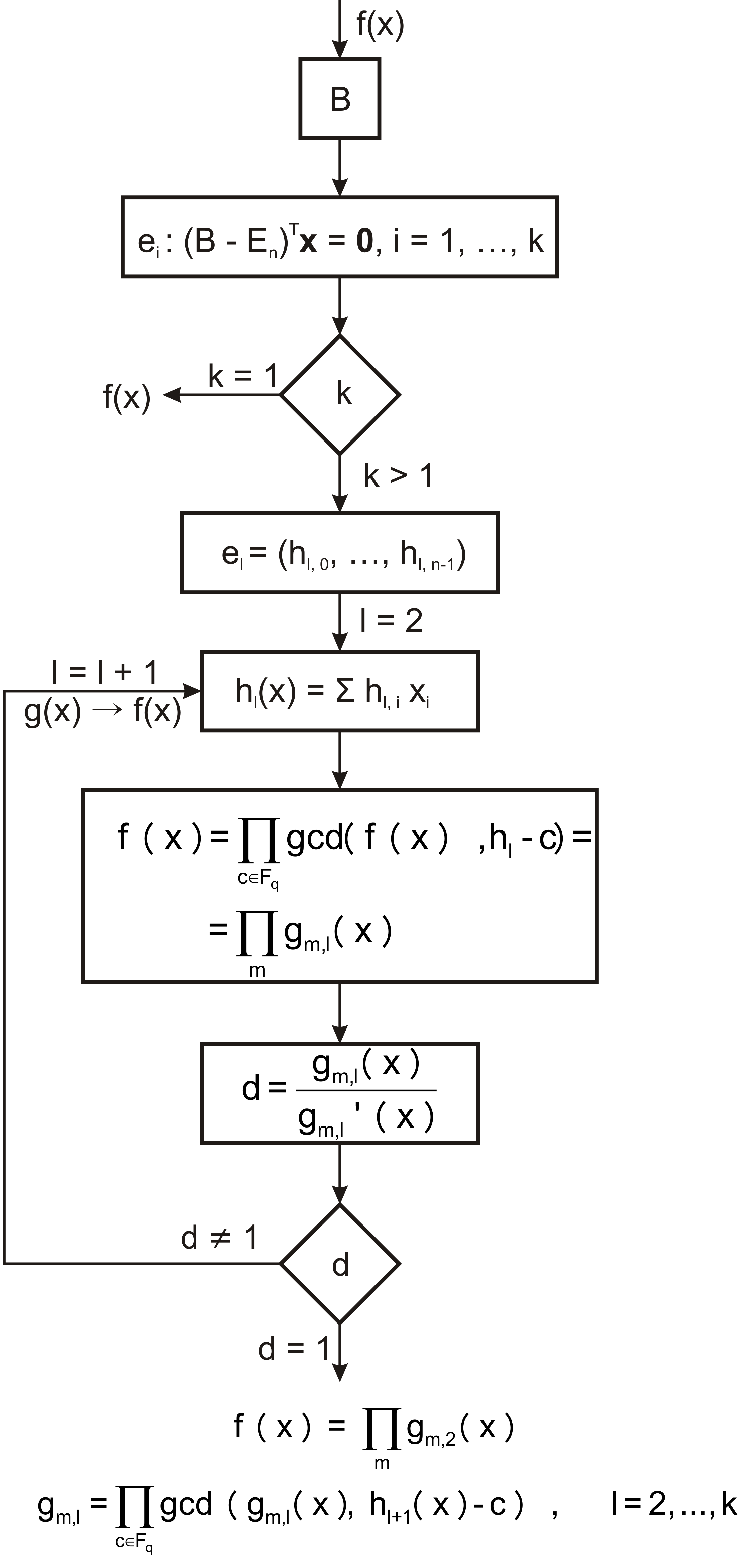
Блок-схема для алгоритма Берлекэмпа — основной случай

Алгоритм факторизации над конечным полем {\displaystyle \mathbb {F} _{q}} многочлена вида:
{\displaystyle f(x)=f_{1}(x)\cdots f_{k}(x)}
состоит из следующих шагов:
1. Вычисление матрицы {\displaystyle B}[14].
2. Поиск базиса {\displaystyle {\overline {e_{1}}},\dots ,{\overline {e_{k}}}} подпространства решений системы линейных уравнений[15]:
{\displaystyle (B-E_{n})^{T}\mathbf {x} =\mathbf {0} },
при этом удаётся выбрать вектор {\displaystyle {\overline {e_{1}}}=(1,\;0,\;....\;,\;0)}, так как он всегда будет присутствовать[15] в базисе пространства решений ввиду того, что {\displaystyle x^{iq}\equiv 1{\pmod {f(x)}}} при {\displaystyle i=0}.
3. Найденное число {\displaystyle k} есть число неприводимых делителей[14] {\displaystyle f(x)}.
  - Если {\displaystyle k=1}, то многочлен является неприводимым.
  - Если {\displaystyle k>1}, то  векторы {\displaystyle {\overline {e_{l}}}} имеют вид {\displaystyle (h_{l,\;0},\dots ,h_{l,\;n-1})}. По этим числам строятся {\displaystyle f}-разлагающие многочлены:
{\displaystyle h_{l}(x)=\sum _{i=0}^{n-1}h_{l,\;i}\;x^{i},\quad l={\overline {2,\;k}},\quad h_{1}(x)=1.}.
4. Поиск разложения[15]:
{\displaystyle f(x)=\prod _{c\in \mathbb {F} _{q},}\gcd(f(x),h_{2}(x)-c)}
в виде:
{\displaystyle f(x)=\prod _{m}g_{m,\;2}(x)},
где {\displaystyle g_{m,\;s}(x),\quad s={\overline {2,k}}} в общем случае не являются неприводимыми. Функции {\displaystyle g_{m,\;s}(x)} факторизуются таким же способом[15], то есть:
{\displaystyle g_{m,\;s}(x)=\prod _{c\in \mathbb {F} _{q},}\gcd(g_{m,\;s}(x),h_{s+1}(x)-c),\quad s={\overline {2,k-1}}}.

## Общий случай

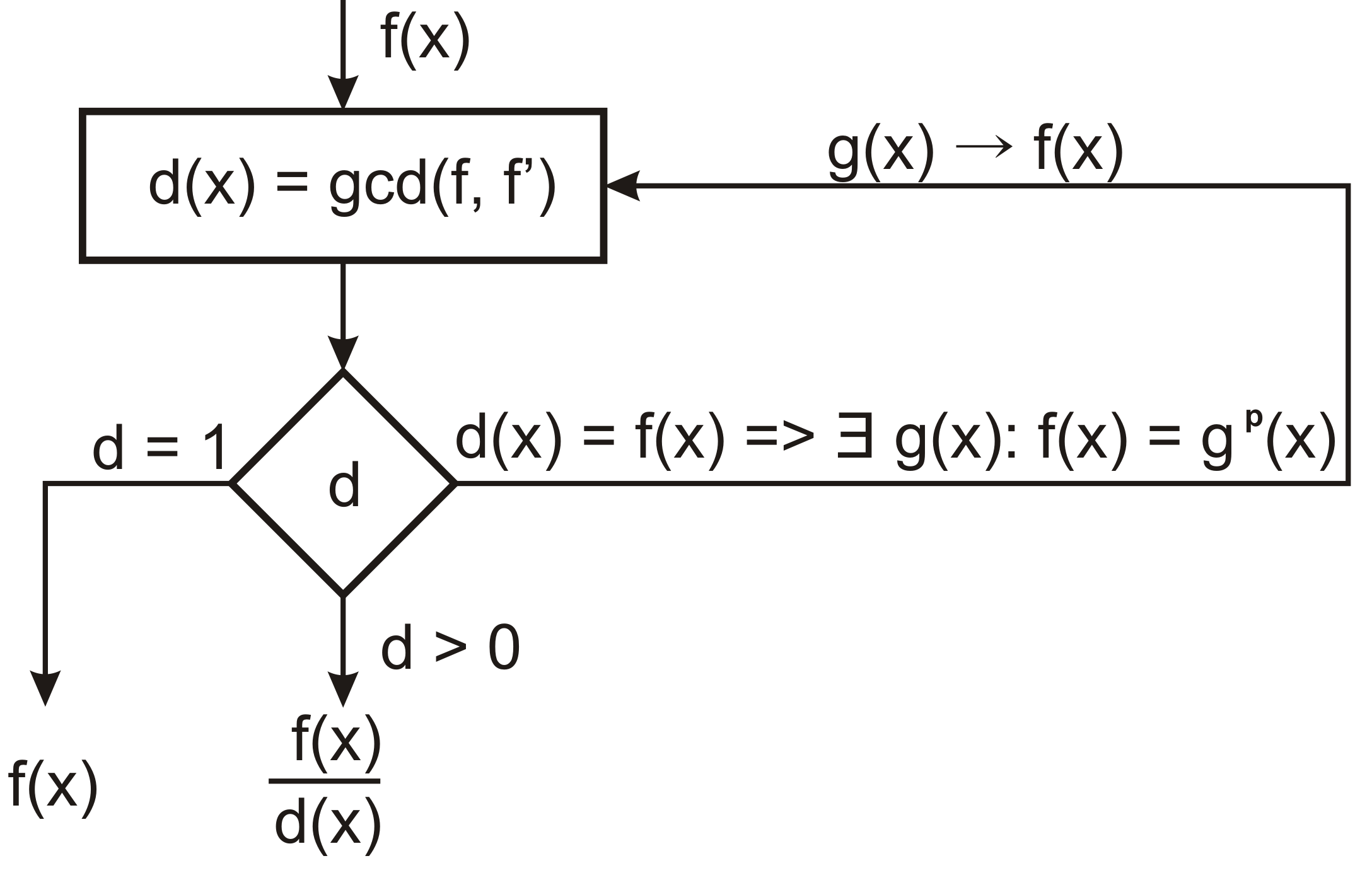
Блок-схема для алгоритма Берлекэмпа — сведение к основному случаю

Задача факторизации произвольного унитарного многочлена сводится к рассмотрению основного случая. Для этого вычисляется многочлен
{\displaystyle d(x)=\gcd(f(x),\;f^{'}(x))}
с применением алгоритма Евклида.
- Если {\displaystyle d(x)=1,} то многочлен не содержит кратных корней, так как кратный корень одновременно является и корнем производной[16].
- Если {\displaystyle d(x)=f(x),} то {\displaystyle f^{'}(x)=0,} и значит {\displaystyle f(x)=g(x)^{p},\quad g(x)\in \mathbb {F} _{q}[x].} Если {\displaystyle g^{'}(x)=0,} то для {\displaystyle g(x)} необходимо проделать описанную процедуру до тех пор пока не будет получено разложение {\displaystyle f(x)=h(x)^{p^{s}},h{'}(x)\neq 0.} Многочлен {\displaystyle h(x)} удовлетворяет требованиям основного случая[16].
- Иначе, многочлен {\displaystyle d(x)} является нетривиальным делителем многочлена {\displaystyle f(x)}. В свою очередь, многочлен {\displaystyle {\frac {f(x)}{d(x)}}} не имеет кратных неприводимых сомножителей[16]. Если {\displaystyle d(x)} содержит кратные сомножители, то к нему также применяется описанная процедура. Зная эти разложения, легко получить разложение {\displaystyle f(x)}.

Таким образом, задача разложения произвольного унитарного многочлена над конечным полем {\displaystyle \mathbb {F} _{q}[x]} сводится к разложению на множители конечного числа многочленов, которые не имеют кратных неприводимых сомножителей, то есть к основному случаю.

## Обоснование
Пусть:
{\displaystyle f(x)=f_{1}(x)^{e_{1}}\cdots f_{k}(x)^{e_{k}}}, где {\displaystyle \quad e_{i}=1,\quad i={\overline {1,k}}}.
Согласно китайской теореме об остатках существует единственный многочлен для любого набора {\displaystyle (c_{1},\;...,\;c_{k})} элементов поля {\displaystyle \mathbb {F} _{q}}:
{\displaystyle h(x)\in \mathbb {F} _{q}[x],}
такой что:
{\displaystyle h(x)\equiv c_{i}{\pmod {f_{i}(x)}},\;i={\overline {1,\;k}},\quad \deg {h(x)}<\deg {f(x)}}.
Многочлен {\displaystyle h(x)} удовлетворяет условию:
{\displaystyle {h(x)}\equiv c_{i}\equiv c_{i}^{q}\equiv h(x)^{q}{\pmod {f_{i}(x)}},\quad i={\overline {1,\;k}}},
и поэтому:
{\displaystyle h(x)^{q}\equiv h(x){\pmod {f(x)}},\quad \deg {h(x)}<deg{f(x)}}.
Из условия:
{\displaystyle h(x)^{q}-h(x)=\prod _{c\in \mathbb {F} _{q}}(h(x)-c)\equiv 0{\pmod {f(x)}}},
и из взаимной простоты сомножителей в правой части следует, что каждый неприводимый делитель многочлена {\displaystyle f(x)} делит один, и только один из многочленов {\displaystyle h(x)-c}. Таким образом, доказана справедливость и единственность разложения:
{\displaystyle f(x)=\prod _{c\in \mathbb {F} _{q}}\gcd(f(x),h(x)-c).}
Для нахождения многочлена:
{\displaystyle h(x)=a_{0}+a_{1}x^{1}+\dots +a_{n-1}x^{n-1}\in \mathbb {F} _{q}}
рассмотрим сравнение:
{\displaystyle h(x)^{q}\equiv h(x){\pmod {f(x)}}},
которое равносильно условию:
{\displaystyle \sum _{i=0}^{n-1}a_{i}x^{iq}\equiv \sum _{i=0}^{n-1}a_{i}x^{i}{\pmod {f(x)}}}.
По определению матрицы {\displaystyle B} получим:
{\displaystyle \sum _{i=0}^{n-1}a_{i}\sum _{j=0}^{n-1}b_{ij}x^{j}=\sum _{i=0}^{n-1}a_{i}x^{i}},
поэтому:
{\displaystyle \sum _{i=0}^{n-1}a_{i}b_{ij}=a_{j},\quad j={\overline {0,\;n-1}}}.
Полученная система уравнений определяет коэффициенты {\displaystyle f}-разлагающих многочленов и может быть записана в виде:
{\displaystyle \quad (a_{0},\;a_{1},...,a_{n-1})B=(a_{0},\;a_{1},\;...,a_{n-1})}
или:
{\displaystyle \quad (a_{0},\;a_{1},...,a_{n-1})(B-E_{n})=\mathbf {0} }.

## Сложность алгоритма
Сложность алгоритма составляет {\displaystyle O(n^{3}+qkn)} математических операций. Алгоритм будет эффективен только для небольших полей. Это связано с необходимостью перебора всех {\displaystyle c\in \mathbb {F} _{q}}.

## Усовершенствования
- В случае простого поля, если значение {\displaystyle p} велико, то перебор значений {\displaystyle c\in {\mathbb {Z} /p\mathbb {Z} }} займёт много времени. Однако, возможно определить множество {\displaystyle M}, состоящее из {\displaystyle c}, для которых {\displaystyle \gcd(f(x),h(x)-c)} нетривиален[20]. Для этого необходимо найти корни результанта[21] {\displaystyle R(c)}, которые и будут составлять множество {\displaystyle M}.
- Ещё один метод разложения унитарного многочлена {\displaystyle f(x)\in GF(q)[x]}, не имеющего кратных неприводимых множителей, основан на приведении некоторой эффективно вычислимой с помощью алгоритма Берлекэмпа матрицы A к диагональному виду[22]. Однако сам процесс диагонализации довольно сложен.
- В работе Калтофена и Лобо[23] была предложена вероятностная версия алгоритма Берлекэмпа, позволяющая разложить на множители многочлен {\displaystyle f(x)\in GF(q)[x]} степени {\displaystyle n} за {\displaystyle O((n\log n+\log q)\cdot n(\log n)\log(\log n))} арифметических операций. Алгоритм Калтофена — Лобо был реализован на компьютере, и оказался эффективным для многочленов высокой степени, например, для многочленов степени 10001 над полем {\displaystyle \mathbb {Z} /127\mathbb {Z} } он работает около 102,5 часов на компьютере Sun-4.

## Применение
Алгоритмы факторизации многочленов важны для теории кодирования и для изучения линейных рекуррентных соотношений в конечных полях. Также алгоритм Берлекэмпа используется для вычисления группы Галуа уравнения над полем рациональных чисел и построения решений полей, разложения многочленов над кольцом целых чисел, для отыскания разложения простого рационального числа в поле алгебраических чисел, и для некоторых других вычислительных задач.
Алгоритм исчисления порядка использует алгоритмы факторизации многочленов для решения задачи отыскания дискретного логарифма, на вычислительной сложности которой построена схема Эль-Гамаля.

## Реализации в системах компьютерной алгебры
В системе компьютерной алгебры PARI/GP алгоритм Берлекэмпа может быть использован посредством команды factormod.